# Pablo Rago
Pablo Rago (* 24. září 1972 Buenos Aires, Argentina), vlastním jménem Pablo Adrián Ragonese, je argentinský herec
S hereckou kariérou začal již v dětském věku na přelomu 70. a 80. let 20. století. V roce 1985 hrál ve filmu Oficiální verze, který získal Oscara za nejlepší cizojazyčný film. Ve druhé polovině 80. let získal první významné televizní role, dva roky působil v seriálu Clave de sol. Během následující dekády ztvárnil ústřední role například v telenovelách Amigos son los amigos, Inconquistable corazón a Por siempre mujercitas, objevil se také v cyklu Alta comedia. Po roce 2000 hrál například v seriálech Primicias, Los buscas de siempre, Kachorra či Mosca & Smith. V roce 2009 ztvárnil jednu z hlavních rolí v Oscarem oceněném snímku Tajemství jejich očí. Během další dekády působil například v seriálech Noche y día či Cien días para enamorarse a natočil filmy, včetně snímků Papeles en el viento, Kryptonita nebo Los padecientes.